# Jenny O’Hara
Jenny O’Hara (* 24. Februar 1942 in Sonora, Kalifornien) ist eine US-amerikanische Schauspielerin.

## Leben
Jenny O’Hara studierte zunächst ein Jahr am Carnegie Institute of Technology, bevor sie bei Lee Strasberg und Stanford Meisner ein Schauspielstudium begann. O’Hara begann ihre Karriere mit kleinen Rollen in US-amerikanischen Fernsehserien, so z. B. in Wide World Mystery, Die Straßen von San Francisco, Drei Engel für Charlie, Starsky & Hutch und Dr. House. Es folgten Rollen in Fernsehfilmen wie A fire in the sky, Wes Craven’s Wishmaster, Letters from Frank und Heartbeat. Im Jahre 1991 spielte sie die Dotty Dodge in Kevins Cousin allein im Supermarkt. Von 2001 bis 2007 spielte O’Hara  Janet Heffernan, die Mutter von Doug Heffernan in der Comedyserie King of Queens.

## Filmografie

### Filme
- 1968: Murder à la Mod (Stimme)
- 1976: Kleine Gangster – große Beute (Brinks: The Great Robbery, Fernsehfilm)
- 1976: The Return of the World’s Greatest Detective (Fernsehfilm)
- 1977: Good Against Evil (Fernsehfilm)
- 1977: The Hunted Lady (Fernsehfilm)
- 1978: Feuer aus dem All (A Fire in the Sky, Fernsehfilm)
- 1979: Letters from Frank (Fernsehfilm)
- 1980: Einmal Scheidung, bitte! (The Last Married Couple in America)
- 1980: Herzschläge (Heart Beat)
- 1980: The Women’s Room (Fernsehfilm)
- 1980: Hauch des Todes (The Last Song, Fernsehfilm)
- 1980: Vom Bösen geblendet (Blinded by the Light, Fernsehfilm)
- 1983: Another Woman’s Child (Fernsehfilm)
- 1988: Das Doppelleben der Kathy McCormick (The Secret Life of Kathy McCormick, Fernsehfilm)
- 1988: Winnie (Fernsehfilm)
- 1991: Kevins Cousin allein im Supermarkt (Career Opportunities)
- 1993: At Home with the Webbers (Fernsehfilm)
- 1994: Angie
- 1995: Die Bitte einer Mutter (A Mother's Prayer, Fernsehfilm)
- 1996: Die Killer-Klinik (Terminal, Fernsehfilm)
- 1996: Ein hoher Preis (A Case for Life, Fernsehfilm)
- 1996: Eine Familie zum Verlieben (An Unexpected Family, Fernsehfilm)
- 1997: Wishmaster
- 1998: Pumpkin Man (Kurzfilm)
- 1998: Game of Life (An Unexpected Life, Fernsehfilm)
- 1998: Courage – Der Mut einer Frau (The Color of Courage, Fernsehfilm)
- 1999: Er liebt mich, er liebt mich nicht (Love Happens)
- 2000: Women Love Women (If These Walls Could Talk 2, Fernsehfilm)
- 2000: Schmerzende Wahrheit (The Truth About Jane, Fernsehfilm)
- 2002: Nancy Drew – Auf der Suche nach der Wahrheit (Nancy Drew, Fernsehfilm)
- 2003: Mystic River
- 2003: Meine Name ist Yu Ming (Kurzfilm)
- 2003: Tricks (Matchstick Men)
- 2004: Mommy (Kurzfilm)
- 2005: Forty Shades of Blue
- 2006: Right at Your Door
- 2006: Two Weeks – Im Kreise ihrer Lieben (Two Weeks)
- 2007: Wunder einer Weihnachtsnacht (The Christmas Miracle of Jonathan Toomey)
- 2009: Ausgequetscht (Extract)
- 2010: How to Make Love to a Woman
- 2010: Devil – Fahrstuhl zur Hölle (Devil)
- 2010: Heavy Lifting (Kurzfilm)
- 2011: Hit List
- 2012: Unfair and Imbalanced (Fernsehfilm)
- 2012: As High as the Sky
- 2012: Sassy Pants
- 2012: The Sacred
- 2014: BFFs

### Fernsehserien
- 1975: The Wide World of Mystery (eine Folge)
- 1975: Die Straßen von San Francisco (The Streets of San Francisco, eine Folge)
- 1975: Detektiv Rockford – Anruf genügt (The Rockford Files, eine Folge)
- 1976: Drei Engel für Charlie (Charlie’s Angels, eine Folge)
- 1976: Police Story (zwei Folgen)
- 1976–1979: Barnaby Jones (fünf Folgen)
- 1977: Westside Medical (eine Folge)
- 1977: Tales of the Unexpected (Miniserie, eine Folge)
- 1977: Kojak – Einsatz in Manhattan (Kojak, eine Folge)
- 1978: Black Beauty (Miniserie)
- 1978–1979: Barney Miller (zwei Folgen)
- 1978–1980: Eine amerikanische Familie (Family, zwei Folgen)
- 1979: Highcliffe Manor (sechs Folgen)
- 1979: David Cassidy – Man Undercover (eine Folge)
- 1979: Starsky & Hutch (eine Folge)
- 1979: Blind Ambition (Miniserie)
- 1979: The Facts of Life (vier Folgen)
- 1979–1981: CHiPs (zwei Folgen)
- 1980: Mrs. Columbo (eine Folge)
- 1980–1981: Secrets of Midland Heights (neun Folgen)
- 1981: Simon & Simon (eine Folge)
- 1981: McClain’s Law (eine Folge)
- 1982: Bret Maverick (eine Folge)
- 1982: Quincy (Quincy, M. E., eine Folge)
- 1983: Remington Steele (eine Folge)
- 1983: The Mississippi (eine Folge)
- 1983: For Love and Honor (eine Folge)
- 1983–1984: Trapper John, M.D. (zwei Folgen)
- 1984: Chefarzt Dr. Westphall (St. Elsewhere, eine Folge)
- 1984: V – Die außerirdischen Besucher kommen (V, eine Folge)
- 1984: Die unglaublichen Geschichten von Roald Dahl (Tales of the Unexpected, eine Folge)
- 1985: Verfeindet bis aufs Blut (Our Family Honor, eine Folge)
- 1986: Agentin mit Herz (Scarecrow and Mrs. King, eine Folge)
- 1986–1988: My Sister Sam (44 Folgen)
- 1988: Murphy Brown (eine Folge)
- 1989: Live-In (neun Folgen)
- 1990: The Young Riders (eine Folge)
- 1990: L.A. Law – Staranwälte, Tricks, Prozesse (L.A. Law, eine Folge)
- 1990: Paarweise glücklich (Married People, eine Folge)
- 1991: Ein gesegnetes Team (Father Dowling Mysteries, eine Folge)
- 1991: Junge Schicksale (ABC Afterschool Specials, eine Folge)
- 1991: Harrys Nest (Empty Nest, eine Folge)
- 1991–1992: Beverly Hills, 90210 (zwei Folgen)
- 1992–1993: Jung und Leidenschaftlich – Wie das Leben so spielt (As the World Turns)
- 1993: Law & Order (eine Folge)
- 1995: Drew Carey Show (The Drew Carey Show, eine Folge)
- 1996: Emergency Room – Die Notaufnahme (ER, zwei Folgen)
- 1996–1997: Life’s Work (sechs Folgen)
- 1996–1997: Dangerous Minds – Eine Klasse für sich (Dangerous Minds, vier Folgen)
- 1997: Smart Guy (eine Folge)
- 1998: Costello (fünf Folgen)
- 1998: Chicago Hope – Endstation Hoffnung (Chicago Hope, eine Folge)
- 1999: Party of Five (zwei Folgen)
- 1999: Practice – Die Anwälte (The Practice, eine Folge)
- 2000: The Norm Show (eine Folge)
- 2000: Roswell (zwei Folgen)
- 2001: Strong Medicine: Zwei Ärztinnen wie Feuer und Eis (Strong Medicine, eine Folge)
- 2001: New York Cops – NYPD Blue (NYPD Blue, eine Folge)
- 2001–2007: King of Queens (The King of Queens, 15 Folgen)
- 2002: Philly (eine Folge)
- 2002: The Court (eine Folge)
- 2003: Reba (eine Folge)
- 2003: Für alle Fälle Amy (Judging Amy, eine Folge)
- 2004: Nip/Tuck – Schönheit hat ihren Preis (Nip/Tuck, eine Folge)
- 2005: Inconceivable (eine Folge)
- 2005: Six Feet Under – Gestorben wird immer (Six Feet Under, eine Folge)
- 2005: Twins (eine Folge)
- 2005: CSI: Den Tätern auf der Spur (CSI: Crime Scene Investigation, eine Folge)
- 2005: Ghost Whisperer – Stimmen aus dem Jenseits (Ghost Whisperer, eine Folge)
- 2005: Grey’s Anatomy (eine Folge)
- 2006: Boston Legal (eine Folge)
- 2006: Cold Case – Kein Opfer ist je vergessen (Cold Case, eine Folge)
- 2006, 2009: Big Love (fünf Folgen)
- 2007: Dr. House (House, eine Folge)
- 2008: The Closer (eine Folge)
- 2008: Navy CIS (NCIS, eine Folge)
- 2009: Drop Dead Diva (eine Folge)
- 2010: Childrens Hospital (eine Folge)
- 2011: Franklin & Bash (zwei Folgen)
- 2012: Rizzoli & Isles (zwei Folgen)
- 2013: Newsreaders (eine Folge)
- 2013: Emily Owens (Emily Owens, M.D., Folge 1x13)
- 2014: Supernatural (Folge 9x17)
- 2017: Chicago Fire (Folge S5 E20 Letzte Worte)
- 2019: Atypical (Folge 3x5)
- 2019: The Good Doctor (eine Folge)
- 2023: Noch nie in meinem Leben … (Never Have I Ever, eine Folge)
- 2025: Good American Family